# Сен-Леже-дю-Ванту
Сен-Леже-дю-Ванту (фр. Saint-Léger-du-Ventoux) — коммуна во французском департаменте Воклюз региона Прованс — Альпы — Лазурный Берег. Относится к кантону Малосен. 

## Географическое положение

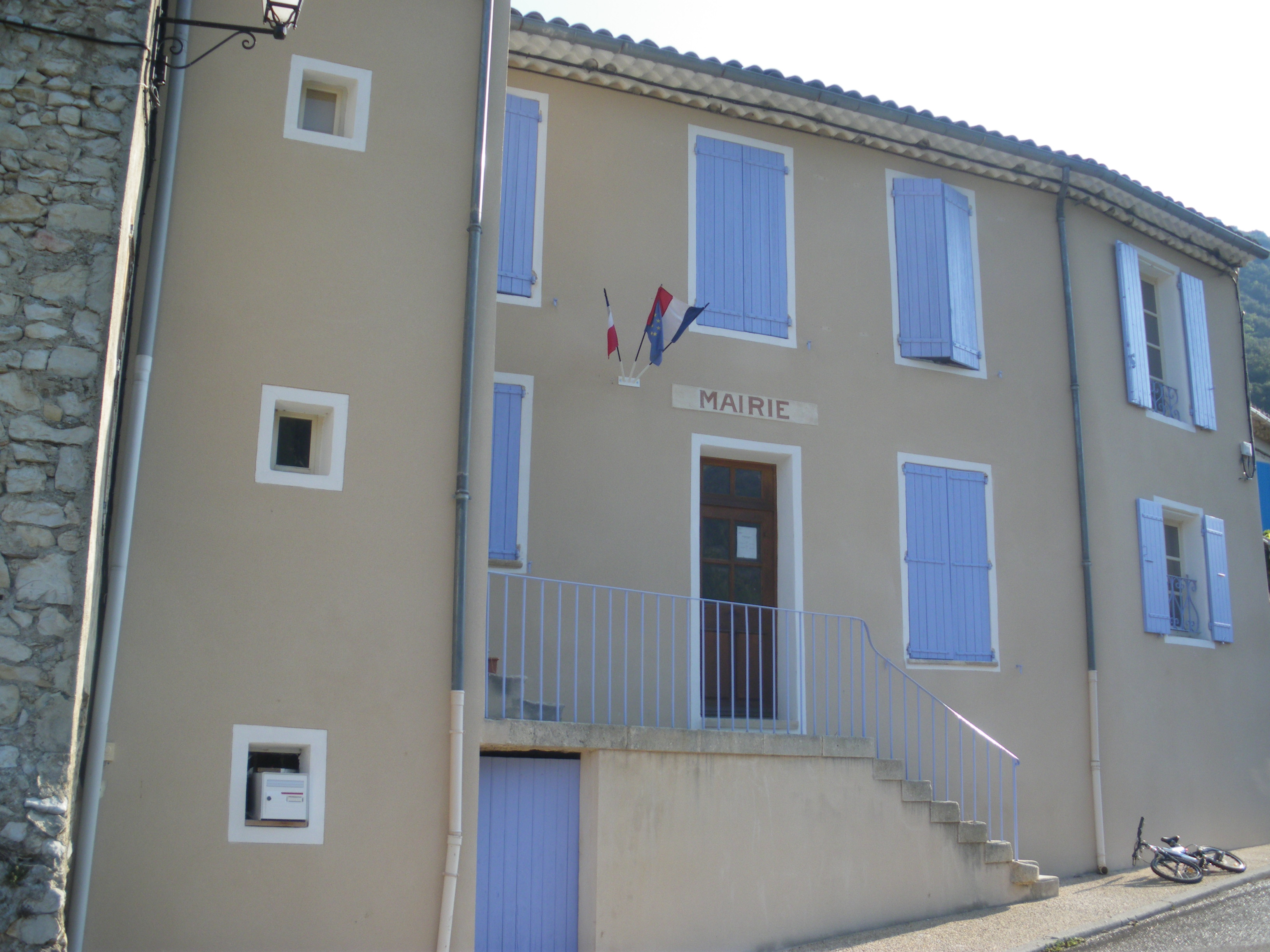
Мэрия Сен-Леже-дю-Ванту.

Сен-Леже-дю-Ванту расположен в 50 км к северо-востоку от Авиньона. Соседние коммуны: Эйгальер на севере, Плезьян на северо-востоке, Моллан-сюр-Увез, Пьерлонг и Ла-Пенн-сюр-л’Увез на северо-западе.
Коммуна стоит к северу от Мон-Ванту на реке Тулуран, притоке Увеза.

## Демография
Население коммуны на 2010 год составляло 33 человека.
| 1962 | 1968 | 1975 | 1982 | 1990 | 1999 | 2010 |
| ---- | ---- | ---- | ---- | ---- | ---- | ---- |
| 36   | 30   | 28   | 33   | 31   | 24   | 33   |

## Достопримечательности
- Церковь Сен-Лежер, бывший приорат.
- Часовня Сен-Базиль, XVIII век, на месте древнего некрополя.
- Старый каменный мост.